# Mai Murakami
Mai Murakami, född 5 augusti 1996 i Sagamihara, är en japansk artistisk gymnast. Hon vann världsmästerskapen 2017 i Montreal i fristående gymnastik, silver i mångkamp och brons i fristående vid världsmästerskapen 2018 i Doha och har vunnit de nationella mästerskapen i artistisk gymnastik fyra gånger åren 2016, 2017, 2018 och 2020. Hon representerade Japan i olympiska sommarspelen 2016 och 2020.

## Tidiga år
Murakami föddes i Sagamihara i Japan och började med gymnastisk när hon var två år gammal. Hon gick på universitetet Nippon Sport Science University i Tokyo.

## Karriär

### 2012-2013
Murakami gjorde sin seniordebut i de nationella mästerskapen 2012. Hon kom på elfte plats i mångkamp vilket alltså inte räckte för en plats i Olympiska sommarspelen 2012. Hon var med i världsmästerskapen 2012 i Stuttgart där Japan kom på andra plats efter Ryssland.
Murakami tävlade 2013 i City of Jeloso, ett mästerskap i gymnastik för kvinnor, där det japanska laget fick brons och där hon kom på tjugoandra plats i mångkamp. Samma år kom hon trea i mångkamp, både i de nationella mästerskapen och i NHK Cup. Hon kom fyra i fristående gymnastik under världsmästerskapen i artistisk gymnastik 2013 i Antwerpen.

### 2014-2015
Murakami var med i Pacific Rim Championships år 2014 där hon kom fyra med sitt lag, sexa i fristående, sjua i barr och bom och nia i mångkamp. Hon kom sexa i mångkamp vid de nationella mästerskapen och fyra vid NHK Cup. Vid All Japan Championship vann hon guld i fristående och silver i hopp. Hon blev senare vald att tävla i världsmästerskapen 2014 i Nanning tillsammans med ett antal andra kvinnliga artistiska gymnaster och där kom de på åttonde plats. Efter världsmästerskapen kom hon femma vid mångkamp i tävlingen Glasgow World och vann i hopp och fristående i tävlingen Toyota International.
I de nationella mästerskapen 2015 hade hon svårt att göra bom och fristående och i mångkamp kom hon på tionde plats. Hon kom tvåa i mångkamp under NHK Cup men vid Event Championships vann hon brons i hopp och guld i fristående. Från början var Murakami en reservspelare i världsmästerskapen men en skada ledde till att hon gick med i laget. Det japanska laget kom på femte plats och Murakami kom på sjätte plats i mångkamp, det bästa resultatet från en japansk kvinna sedan 2009.

### 2016
Murakami tävlade i American Cup där hon kom sexa i mångkamp. Hon vann senare mångkamp i de nationella mästerskapen och vann även guld i fristående och brons i hopp and bom. Vid NHK Cup kom hon på andra plats i mångkamp bakom Asuka Teramoto och vann guld i fristående och silver i hopp. Vid Event National Championships vann hon guld i fristående och kom på fjärde plats i barr. Senare meddelades det att Murakami skulle få representera Japan i olympiska sommarspelen 2016 tillsammans med ett antal andra gymnaster.

#### OS 2016
Japan var en av de tävlande i den sista gruppen i kvalificeringsrundan. Där kom de på sjunde plats och kvalificerade därmed till lagfinalen och även Murakami kvalificerade som nia i mångkampen och åtta i fristående. Väl i final kom laget på fjärde plats. Murakami kom på fjortonde plats i mångkampsfinalen med en total poäng på 56 665. Hon blev senare sjua i finalen för fristående gymnastisk och där fick hon en totalpoäng på 14 533.

### 2017
Murakami vann guld i mångkamp vid det nationella mästerskapet. Hon vann även guld i bom och fristående och vann silver i hopp. Vid NHK Cup vann hon i mångkamp och vann guld i bom och fristående och brons i hopp and barr. Hon fick då en plats i världsmästerskapet 2017 i artistisk gymnastik. Murakami vann senare silver i fristående och kom på femte plats i hopp vid Event National Championships.
Väl vid världsmästerskapet i Montréal i Kanada kvalificerade hon som etta till mångkampfinalen, men i finalen gick det inte lika bra och hon kom där på fjärde plats. I fristående gick det dock bättre, där hon vann i finalen. Murakami blev då den första japanska kvinnan som någonsin vunnit guldmedalj i denna tävling och Japans andra guldmedaljör på något världsmästerskap för kvinnor. Efter det vann hon guld i fristående och brons i hopp vid Toyota International.

### 2018
Murakami slutade som tvåa i gymnastiktävlingen American Cup. Hon vann senare mångkampen under FIG World Cup i Tokyo och sedan även mångkamp vid både de nationella mästerskapen och vid NHK Cup. Hon vann guld i bom and fristående vid Event National Championships. Vid världsmästerskapet i artistisk gymnastik i Doha i Qatar kom det japanska laget på sjätte plats. Individuellt kom hon tvåa i mångkampsfinalen. Murakami blev då den första japanska kvinnan någonsin att vinna en silvermedalj i mångkamp. I samma tävling vann hon även en bronsmedalj i finalen för fristående gymnastik.

### 2019
Murakami vann en bronsmedalj i mångkamp vid American Cup. Murakami missade NHK Cup på grund av en skada i ryggen och på grund av detta kunde inte Murakami vara med i världsmästerskapet för artistisk gymnastik.Murakami skickade en överklagan om detta som nekades.

### 2020-2021
I februari 2020 meddelades det att Murakami skulle representera Japan vid FIG World Cup den 4 april samma år. Detta blev dock inställt på grund av coronaviruspandemin 2019–2021.  Murakami kom tillbaka i september samma år vid All-Japan Senior Championships där hon vann guld i mångkamp. Hon vann dessutom medalj i alla grenar, inklusive två ytterligare guldmedaljer i hopp och fristående.
I maj 2021 meddelades det att Murakami, tillsammans med tre andra artistiska gymnaster, skulle representera Japan i Olympiska sommarspelen 2020.
Väl i OS den 2 augusti 2021 fick hon ihop 14 166 poäng i fristående och vann alltså brons där. Hon kom lika med Angelina Melnikova som representerade ROC och som också vann brons.